# Walsh (Kolorado)
Walsh – miasto w Stanach Zjednoczonych, w stanie Kolorado, w hrabstwie Baca.